# Diclidanthera bolivarensis
Diclidanthera bolivarensis là một loài thực vật có hoa trong họ Polygalaceae. Loài này được Pittier mô tả khoa học đầu tiên năm 1942.